# Processo de nascimento e morte
Um processo de nascimento e morte é um caso especial do processo de Markov de tempo contínuo em que as transições de estado são de apenas dois tipos: "nascimentos", que aumentam a variável de estado em um, e "mortes", que diminuem o estado em um. O nome do modelo vem de uma aplicação comum, o uso de tais modelos para representar o tamanho atual de uma população em que as transições são nascimentos e mortes literais. Processos de nascimento e morte têm muitas aplicações em demografia, teoria das filas, engenharia de desempenho, epidemiologia e biologia. Eles podem ser usados, por exemplo, para estudar a evolução das bactérias, o número de pessoas com uma doença no interior de uma população ou o número de clientes em uma fila em um supermercado.
Quando um nascimento ocorre, o processo vai do estado {\displaystyle n} ao estado {\displaystyle n+1}. Quando uma morte ocorre, o processo vai do estado {\displaystyle n} ao estado {\displaystyle n-1}. O processo é especificado por taxas de nascimento {\displaystyle \{\lambda _{i}\}_{i=0\dots \infty }} e taxas de morte {\displaystyle \{\mu _{i}\}_{i=1\dots \infty }}:

## Exemplos
Um processo de nascimento puro é um processo de nascimento e morte em que {\displaystyle \mu _{i}=0} para todo {\displaystyle i\geq 0}.
Um processo de morte puro é um processo de nascimento e morte em que {\displaystyle \lambda _{i}=0} para todo {\displaystyle i\geq 0}.
Um processo de Poisson (homogêneo) é um processo de nascimento puro em que {\displaystyle \lambda _{i}=\lambda } para todo {\displaystyle i\geq 0}.
O modelo {\displaystyle M/M/1} e o modelo {\displaystyle M/M/c}, ambos usados em teoria das filas, são processos de nascimento e morte usados para descrever cliente em uma fila infinita.

## Uso em teoria das filas
Em teoria das filas, o processo de nascimento e morte é o exemplo mais fundamental de um modelo de fila, a fila {\displaystyle M/M/C/K/\infty /FIFO} (em notação de Kendall completa). Esta é uma fila com chegadas de Poisson, retiradas a partir de uma população infinita, {\displaystyle C} servidores com tempo de serviço exponencialmente distribuído e {\displaystyle K} lugares na fila. Apesar do pressuposto de uma população infinita, este modelo é bom para vários sistemas de telecomunicações.

### FilaM/M/1{\displaystyle M/M/1}
A fila {\displaystyle M/M/1} é uma fila com um único servidor com um buffer de tamanho infinito. Em um ambiente não aleatório, os processos de nascimento e morte em modelos de fila tendem a ser médias a longo prazo, de modo que a taxa média de chegada é dada como {\displaystyle \lambda } e o tempo médio de serviço é dado como {\displaystyle 1/\mu }. O processo de nascimento e morte é uma fila {\displaystyle M/M/1} quando:
{\displaystyle \lambda _{i}=\lambda {\text{ e }}\mu _{i}=\mu {\text{ para todo }}i.}
As equações de diferença para a probabilidade de que o sistema esteja no estado {\displaystyle k} no tempo {\displaystyle t} são:
{\displaystyle p_{0}^{\prime }(t)=\mu _{1}p_{1}(t)-\lambda _{0}p_{0}(t),}
{\displaystyle p_{k}^{\prime }(t)=\lambda _{k-1}p_{k-1}(t)+\mu _{k+1}p_{k+1}(t)-(\lambda _{k}+\mu _{k})p_{k}(t).}

### FilaM/M/c{\displaystyle M/M/c}
A fila {\displaystyle M/M/c} é uma fila multiservidor com {\displaystyle C} servidores e um buffer infinito. Esta difere da fila {\displaystyle M/M/1} apenas no tempo de serviço, que agora se torna:
{\displaystyle \mu _{i}=i\mu {\text{ para }}i\leq C}
e
{\displaystyle \mu _{i}=C\mu {\text{ para }}i\geq C}
com
{\displaystyle \lambda _{i}=\lambda {\text{ para todo }}i.}

### FilaM/M/1/K{\displaystyle M/M/1/K}
A fila {\displaystyle M/M/1/K} é uma fila com um único servidor com um buffer de tamanho {\displaystyle K}. Esta fila tem aplicações em telecomunicações, assim como em biologia, quando uma população tem um limite de capacidade. Em telecomunicações, nós usamos novamente os parâmetros a partir da fila {\displaystyle M/M/1} com:
{\displaystyle \lambda _{i}=\lambda {\text{ para }}0\leq i<K,}
{\displaystyle \lambda _{i}=0{\text{ para }}i\geq K,}
{\displaystyle \mu _{i}=\mu {\text{ para }}1\leq i\leq K.}
Em biologia, particularmente no crescimento de bactérias, quando a população é zero, não há habilidade de crescer, então:
{\displaystyle \lambda _{0}=0.}
Adicionalmente, se a capacidade representar um limite em que a população morre devido à superpopulação:
{\displaystyle \mu _{K}=0.}
As equações diferenciais para a probabilidade de que o sistema esteja no estado {\displaystyle k} no tempo {\displaystyle t} são:
{\displaystyle p_{0}^{\prime }(t)=\mu _{1}p_{1}(t)-\lambda _{0}p_{0}(t),}
{\displaystyle p_{k}^{\prime }(t)=\lambda _{k-1}p_{k-1}(t)+\mu _{k+1}p_{k+1}(t)-(\lambda _{k}+\mu _{k})p_{k}(t){\text{ para }}k\leq K,}
{\displaystyle p_{k}^{\prime }(t)=0{\text{ para }}k>K.}

## Equilíbrio
Diz-se que uma fila está em equilíbrio se o limite {\displaystyle \lim _{t\to \infty }p_{k}(t)} existir. Para que isto seja o caso, {\displaystyle p_{k}^{\prime }(t)} deve ser zero.

Usando a fila {\displaystyle M/M/1} como um exemplo, as equações de estado estável (estado de equilíbrio) são:
{\displaystyle \lambda _{0}p_{0}(t)=\mu _{1}p_{1}(t),}
{\displaystyle (\lambda _{k}+\mu _{k})p_{k}(t)=\lambda _{k-1}p_{k-1}(t)+\mu _{k+1}p_{k+1}(t).}
Se {\displaystyle \lambda _{k}=\lambda } e {\displaystyle \mu _{k}=\mu } para todo {\displaystyle k} (o caso homogêneo), isto pode ser reduzido a:
{\displaystyle \lambda p_{k}(t)=\mu p_{k+1}(t){\text{ para }}k\geq 0}

## Comportamento de limite
Em um tempo pequeno {\displaystyle \Delta t}, apenas três tipos de transições são possíveis: uma morte, um nascimento ou nenhuma morte e nenhum nascimento. Se a taxa de ocorrências (por unidade de tempo) for {\displaystyle \lambda } e aquela para mortes for {\displaystyle \mu }, então as probabilidades para as transições acima são {\displaystyle \lambda \Delta t}, {\displaystyle \mu \Delta t} e {\displaystyle 1-(\lambda +\mu )\Delta t} respectivamente. Para um processo de população, o "nascimento" é a transição rumo a um crescimento da população em 1, enquanto a "morte" é a transição rumo a um decrescimento do tamanho da população em 1.